# Abarema ganymedea
L'Abarema ganymedea és una espècie de llegums en la família Fabaceae. Se sap de només dos llocs on es pot trobar: Nord d'Antioquia a Colòmbia, i Esmeraldas a Equador.